# Гютенбах
Гютенбах (нем. Gütenbach) — община в Германии, в земле Баден-Вюртемберг. 
Подчиняется административному округу Фрайбург. Входит в состав района Шварцвальд-Бар.  Население составляет 1193 человека (на 31 декабря 2010 года). Занимает площадь 18,49 км².